# Edwin Brant Frost
Edwin Brant Frost II (Brattleboro, 14 luglio 1866 – Chicago, 14 maggio 1935) è stato un astronomo statunitense.

## Biografia
Figlio di Carlton Pennington Frost, preside della Dartmouth Medical School, si laureò presso il Dartmouth College di Hanover nel New Hampshire. Proseguì i suoi studi in chimica divenendo, nel 1887 a soli 21 anni, docente di fisica. Nel 1890 si recò in Europa, dapprima in Inghilterra, poi a Strasburgo e infine  presso il Leibniz-Institut für Astrophysik di Potsdam, dove si interessò alla spettroscopia astronomica sotto la guida di Hermann Carl Vogel. Dal 1898 fece parte dello staff dello Yerkes Observatory divenendo direttore dell’osservatorio dopo le dimissioni nel 1905 del precedente direttore George Hellery Hale. Fu direttore, noto per la sua attenzione ai dettagli, della rivista Astrophysical Journal dal 1902. Nel 1915 perse l'uso dell'occhio destro per poi perdere nel 1921 anche l'uso dell'occhio sinistro. Ebbe una importante parte nel portare Otto Struve negli Stati Uniti, quando questi viveva in povertà in Turchia dopo la Rivoluzione Russa del 1917.
Nonostante la sua cecità continuò a lavorare nella redazione dell'Astrophysical Journal e nella direzione dello Yerkes Observatory fino al momento del suo pensionamento nel 1932.

## Contributi scientifici
Le sue ricerche astronomiche si focalizzarono dapprima sul Sole e successivamente sulla determinazione delle velocità radiali tramite l’uso della spettroscopia stellare e sulla spettroscopia delle stelle binarie.  Nel 1902 osservò il comportamento di Beta Cephei che in seguito divenne il prototipo per le stelle variabili Beta Cephei.

## Onorificenze[1]
- Laurea Honoris Causa dalla Università di Cambridge nel 1912
- Membro della National Academy of Sciences  nel 1908
- Membro della American Philosophical Society nel 1909
- Membro della American Academy of Arts and Sciences  nel 1913
- Membro straniero della Royal Astronomical Society nel 1908
- Membro della Società degli Spettroscopisti Italiani
- Membro della Sociedad Astronomica de Mexico
- Membro della Royal Astronomical Society del Canada

A Edwin Brant Frost II la UAI ha intitolato il cratere lunare Frost e l'asteroide della fascia principale 854 Frostia.